# Гермод
Гермод («Хоробрий») — персонаж скандинавської міфології, один з асів, посланець Одіна. Фігурує у «Видінні Гюльві» Сноррі Стурлусона.

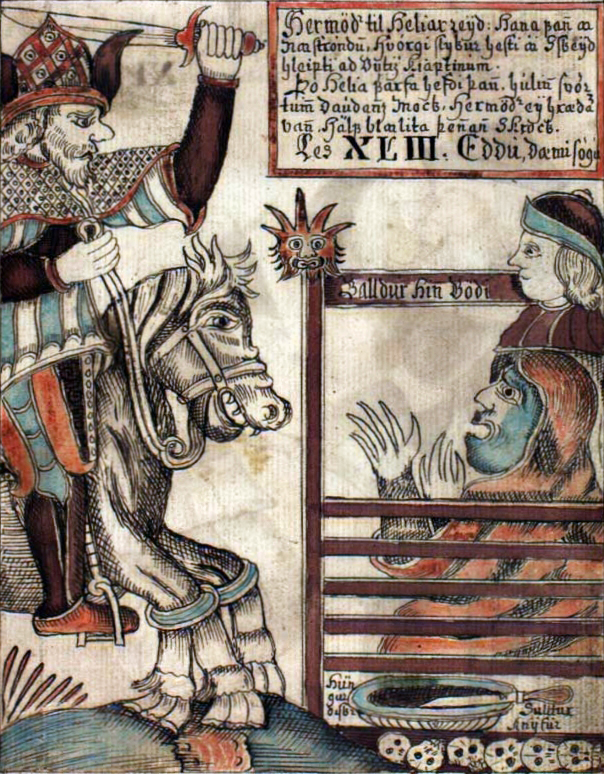
Зустріч Гермода з Бальдром та Гель

Після того, як було вбито Бальдра, Одін вирішив повернути його до Асґарду з царства мертвих Гельгейм. Для цього він дав Гермодові свого коня Слейпніра та наказав вирушити до володарки мервих Гель й запропонувати їй викуп за Бальдра. Гель погодилася відпустити його, якщо весь світ, всі речі та істоти в ньому будуть оплакувати Бальдра. Але втрутився Локі, перетворившись на велетунку, яка відмовилась оплакувати Бальдра, й Бальдр лишився у світі мертвих. Перед від'їздом Гермода Бальдр передав через нього Одінові перстень Драупнір, який було поховано разом з ним.